# Религиозный радикализм
Религио́зный радикали́зм — идеология, возникшая в границах определённой религиозной традиции, а затем отделившаяся от неё путём критики и противопоставления основному вероучению, и стремящаяся к бескомпромиссному доведению своих взглядов до конечных логических и практических выводов. Источником религиозного радикализма служит культ харизматического (духовного) лидера.

## История
В 1970 годы идеи религиозного радикализма развивались движением Иисуса и его ответвлениями, одним из которых был деструктивный культ «Дети Бога».

## Сущность
Выделяются следующие типы религиозного радикализма:
1. собственно религиозный радикализм
2. религиозно-этнический радикализм
3. религиозно мотивированный политический радикализм[англ.]

Собственно религиозный радикализм
Собственно религиозный радикализм проявляется в малых и локальных группах, которые складываются вокруг духовного лидера и своей целью, как правило, ставят воплощение в жизнь социального-религиозного проекта, нередко имеющего эсхатологическое содержание. Примером может служить группа последователей Петра Кузнецова, получившая известность в 2008 году, закрывшись от внешнего мира в пещере под Пензой и ожидавшая скорого наступления конца света. Такой радикализм отличается «тихостью», поскольку харизматичный лидер не призывает к совершению крупных потрясений в обществе и политическим протестам. Тем не менее данный тип содержит в себе большой деструктивный потенциал, поскольку ставит под сомнение значимые для общества ценности и отношения, и служит питательной средой для социального и религиозного фанатизма, который в свою очередь приводит людей к совершению противоправных действий. В свою очередь, адепты должны осуществить альтернативный социально-религиозный проект, куда включаются: отказ от семьи, разрыв отношений с официальной церковью, отказ от получения государственного образования и медицинского лечения, отказ от использования официальных документов, неиспользование изделий промышленного производства (особенно при наличии на них штрихкодов). Для подобного проекта характерны: примитивные формы хозяйственной деятельности, упор на патриархальность в семье или же коммуне, наличие культа духовного лидера и эсхатологическое мышление. Так «Церковью последнего завета» было создано и развивается «Экопоселение Тиберкуль», а «Церковь объединения» Сон Мён Муна отрицает традиционный институт брака и семьи и взамен стремится создать «новую семью».
Религиозно-этнический радикализм
Этот тип радикализма в настоящее время охватывает круг идей консервативно-традиционалистского направления: возрождение этнической религии, этнически чистого государства и общества. Его социальной основой служит городская интеллигенция, поскольку именно здесь рождаются утопические проекты, лишённые стремлений к экономической и политической глобализации, как и к исповедаю мировых религий. Этносоциализм противопоставляется социальному размежеванию, господствуют идеи антисциентизма и антитехнократии, наряду с нативизмом, биополитикой, экополитикой, экоправом и экоэкономикой. В постсоветское время носителями религиозно-этнического радикализма стали: в России — определённая часть интеллигенции, на Украине — движение родноверов, в Польше — Rodzima Wiara, в Латвии — Диевтуриба. В Белоруссии были сделаны попытки объединить разрозненные славянские объединения под идеями панславизма, где бы славяне рассматривались как суперэтнос или некая культурно-политическая общность народов. Таковым должна выступить «Духовно-Родовая Держава Русь», где будет осуществлён переход на собственный календарь космических циклов, введена новая образовательная система, учреждения культуры и научные учреждения.
Религиозно мотивированный политический радикализм
Пропаганда этноцентризма и отрицательного отношения к мировым религиям может привести к переходу религиозно-этнического радикализма в политическую плоскость и стать идеологической основой для рождения опасного для общества экстремизма. Религиозные организации или организации содержащие в себе отдельные черты религиозности имеющие такой тип радикализма, ставят своей целью силовое изменение государственного строя: захват власти вооружённым путём, нарушение суверенитета другого государства, создание и распространение незаконных вооружённых формирований, разжигание этнической и религиозной вражды. Примером такой организации может служить «Схорон Еж Словен», имеющая деструктивную природу с выраженной экстремистской направленностью.